# Hemerobius darlingtoni
Hemerobius darlingtoni är en insektsart som beskrevs av Banks 1938. Hemerobius darlingtoni ingår i släktet Hemerobius och familjen florsländor. Inga underarter finns listade i Catalogue of Life.